# Ageb
Dans la mythologie égyptienne, Ageb est le dieu personnifiant l'inondation bienfaitrice du Nil. Représenté sous forme de bélier, il avait également comme fonction, d'après les Textes des Sarcophages, de fournir de la nourriture au défunt dans le monde de l'au-delà.
À l'époque gréco-romaine, il sera associé à trois dieux à tête de taureau, Apis, Mnevis, et Boukhis.